# Laurentius (namn)
Laurentius är ett gammalt mansnamn med latinskt ursprung med betydelsen "man från Laurentum", som var en italiensk stad, alternativt med betydelsen "krönt med lagerkrans" (latin:Laurus).  Namnet fanns i den svenska almanackan sedan medeltiden på 10 augusti efter Sankt Laurentius, men ersattes 1901 med den modernare formen Lars. Vid slutet av 2007 fanns det 187 män med namnet Laurentius, varav fyra hade namnet som tilltalsnamn.
Namnet har gett upphov till ett antal andra namnformer:
- Lars - en modern nordisk variant
- Lauritz - en annan nordisk variant
- Lawrence - en engelsk variant.
- Lorentz (eller Lorens) - en tysk variant.
- Laura - en kortform av den feminina formen Laurentia

Några av dessa namn kan alternativt också härledas ur det latinska ordet laureatus - "lagerkrönt", från laurus - "lager".

## Personer vid namn Laurentius
- Sankt Laurentius, (död 258)
- Laurentius (motpåve) omkring år 500
- Laurentius (ärkebiskop) i Sverige, 1255-1267